# 10 صفر
- السبت
- الأحد
- الاثنين
- الثلاثاء
- الأربعاء
- الخميس
- الجمعة

- 283 أغسطس 2024
- 294 أغسطس 2024
- 15 أغسطس 2024
- 26 أغسطس 2024
- 37 أغسطس 2024
- 48 أغسطس 2024
- 59 أغسطس 2024
- 610 أغسطس 2024
- 711 أغسطس 2024
- 812 أغسطس 2024
- 913 أغسطس 2024
- 1014 أغسطس 2024
- 1115 أغسطس 2024
- 1216 أغسطس 2024
- 1317 أغسطس 2024
- 1418 أغسطس 2024
- 1519 أغسطس 2024
- 1620 أغسطس 2024
- 1721 أغسطس 2024
- 1822 أغسطس 2024
- 1923 أغسطس 2024
- 2024 أغسطس 2024
- 2125 أغسطس 2024
- 2226 أغسطس 2024
- 2327 أغسطس 2024
- 2428 أغسطس 2024
- 2529 أغسطس 2024
- 2630 أغسطس 2024
- 2731 أغسطس 2024
- 281 سبتمبر 2024
- 292 سبتمبر 2024
- 303 سبتمبر 2024
- 14 سبتمبر 2024
- 25 سبتمبر 2024
- 36 سبتمبر 2024

10 صَفَر أو 10 صَفَر الخير أو 10 صَفَر المُظفَّر أو يوم 10 \ 2 (اليوم العاشر من الشهر الثاني) هو اليوم الأربعون من أيَّام السنة وفق التقويم الهجري القمري (العربي). يبقى بعده 314 أو 315 يومًا لانتهاء السنة.

## أحداث
- 99 هـ - تولى عمر بن عبد العزيز الخلافة، بعد وفاة سليمان بن عبد الملك، وبذلك يكون ثامن الخلفاء الأمويين.
- 459هـ - مسلمو غرناطة يهاجمون القصر الملكي ويصلبون الوزير اليهودي يوسف بن نغريلا وقتل معظم السكان اليهود في المدينة بما سمي مجزرة غرناطة.
- 495هـ - أبو علي المنصور يتولى الخلافة ويتخذ لقب الآمر بأحكام الله، ليكون بذلك الخليفة الفاطمي العاشر.
- 658هـ - سقوط حلب في يد التتار، وهي أول مدينة شامية تواجه الغزو المغولي بعد سقوط بغداد.
- 1044هـ - الدولة العثمانية تمنع تناول المشروبات الكحولية، وتحظر تناولها على المسلمين حتى في بيوتهم، وتغلق الحانات، وتهدد بإعدام كل من يشرب الخمر في محل ارتكاب الجريمة.
- 1248هـ - جيش محمد علي باشا يهزم الجيش العثماني في معركة حمص.
- 1295هـ - توقيع معاهدة برلين بين الدولة العثمانية وروسيا القيصرية بعد هزيمة العثمانيين أمام الروس. تم بمقتضى هذه المعاهدة اقتطاع بعض أراضي الدولة العثمانية، وفُرضت عليها غرامات باهظة، وهُجّر مليون مسلم بلغاري إلى إستانبول.
- 1325هـ - الجيش الفرنسي بقيادة الجنرال ليوطي يدخل إلى مدينة وجدة في المغرب.
- 1334هـ - فشل بريطانيا وحليفاتها في الحرب العالمية الأولى في الاستيلاء على مضيق البوسفور والدردنيل العثمانيين، وهزيمة القوات البريطانية أمام العثمانيين الذين كبدوها 120 ألًفا من القتلى والجرحى.
- 1347هـ - افتتاح دورة الألعاب الأولمبية في أمستردام التي فاز فيها مصريان بأول ميداليات ذهبية يحصدها عرب في الدورات الأولمبية.
- 1355هـ - فوز حزب الوفد بأغلبية مقاعد مجلس النواب في الانتخابات التي أجريت في البلاد، وقام مصطفى النحاس باشا بتشكيل وزارة وفدية تفاوضت في عقد مفاوضات بين مصر وبريطانيا، وهي المعاهدة التي عرفت بمعاهدة 1936م.
- 1366هـ - الزعيم الهندي مهاتما غاندي يبدأ مسيرة من أجل السلام في الهند بعد أن ظهرت بوادر الحرب الأهلية بين الهندوس والمسلمين في شبه القارة الهندية مع اقتراب الاستقلال من الاحتلال البريطاني.
- 1368هـ -
  - صدور «قرار مجلس الأمن رقم 194» والقاضي بتدويل مدينة القدس، وإنشاء لجنة التوفيق الدولية للفلسطينيون.
  - الحكومة الإسرائيلية تقرر اعتبار القدس عاصمة لإسرائيل.
- 1380هـ - النيجر تنال استقلالها من فرنسا.
- 1385هـ - بداية ثورة ظفار في عُمان.
- 1392هـ - منتخب الكويت لكرة القدم يفوز بكأس بطولة الخليج لكرة القدم الثانية والتي أقيمت في المملكة العربية السعودية.
- 1393هـ - اعتماد علم المملكة العربية السعودية.
- 1425هـ - مستوطنون إسرائيليون يستولون على عمارتين في حي سلوان المحاذي للمسجد الأقصى لتشديد الحصار وتهويد محيط المسجد.
- 1429هـ - إقليم كوسوفو يعلن استقلاله عن صربيا، وهو الأمر الذي رفضته الحكومة الصربية المركزية، وقد أيد الاستقلال الولايات المتحدة وعدد من دول الاتحاد الأوروبي في حين رفضته روسيا بشدة.
- 1430هـ - السلطات المصرية تمنع القيادي في حركة حماس أيمن طه من عبور معبر رفح إلى قطاع غزة بسبب حيازته أموال يريد أن يدخلها للقطاع.
- 1431هـ -
  - سقوط طائرة ركاب إثيوبية في البحر الأبيض المتوسط قباله السواحل اللبنانية وذلك بعد وقت قصير من إقلاعها من مطار رفيق الحريري الدولي في بيروت برحلتها المتجهة إلى أديس أبابا.
  - تنفيذ حكم الإعدام بحق وزير الدفاع العراقي الأسبق علي حسن المجيد الشهير بعلي الكيماوي بعد صدور أربع أحكام بالإعدام بحقة في جرائم قتل وإبادة جماعية.
- 1432هـ -
  - زين العابدين بن علي يهرب من تونس بعد قيام الثورة التونسية.
  - رئيس مجلس النواب التونسي فؤاد المبزع يؤدي اليمين الدستورية رئيسًا مؤقتًا للجمهورية خلفًا للرئيس زين العابدين بن علي وذلك بعد إعلان المجلس الدستوري عن شغور منصب الرئيس بشكل نهائي وذلك حسب المادة 57 من الدستور وذلك بعد مغادرة الرئيس بن علي لتونس ولجوئه للسعودية، فأصبح بذلك لا يستطيع القيام بما تلتزمه مهامه وهو ما يعني الوصول لحالة العجز النهائي، ويأتي ذلك تتويجًا للثورة التونسية ضد نظام بن علي.
- 1441هـ - تركيا تعلن الشروع في عملية عسكرية جديدة في شمال سوريا باسم نبع السلام للقضاء على بقايا داعش والميليشيات الكردية في المناطق التي تسيطر عليها.
- 1442هـ - اندلاع اشتباكات عسكريَّة عنيفة بين الجيشين الأذربيجاني والأرمني في مُرتفعات قره باغ المتنازع عليها، وكلتا الدولتين تعلنان الأحكام العُرفيَّة تماشيًا مع حالة الحرب.

## مواليد
- 577 هـ - رضي الدين الحسن بن محمد الصاغاني، مهندس وعالم لغوي مسلم.
- 1323 هـ - عبد الفتاح القصري، ممثل مصري.
- 1328 هـ - أحمد سالم، طيار ومخرج وممثل ومذيع مصري.
- 1338 هـ - رجاء عبده، ممثلة ومغنية مصرية.
- 1344 هـ - أحمد سعيد، مذيع مصري.
- 1352 هـ - عيسى بن سلمان آل خليفة، أمير دولة البحرين.
- 1382 هـ - توفيق ناصر البوعلي، فقيه جعفري سعودي.
- 1405 هـ - أييلا يوسف، لاعب كرة قدم نيجيري.
- 1409 هـ - بيلاوال بوتو زارداري، سياسي باكستاني.
- 1428 هـ - خديجة بنت محمد السادس، أميرة مغربية.

## وفيات
- 99 هـ - سليمان بن عبد الملك، سابع خلفاء بني أمية.
- 298 هـ - أبو العباس بن مسروق، متصوف عباسي.
- 603 هـ - إسماعيل بن علي الحظيري، لغوي وشاعر عربي عراقي.
- 1263 هـ - جعفر شريعتمدار الأسترآبادي، رجل دين وفقيه شيعي إيراني.
- 1339 هـ - فرصت الشيرازي، كاتب وخطاط وشاعر إيراني.
- 1374 هـ - عبد المجيد سليم البشري، مفتي الديار المصرية وشيخ الجامع الأزهر.
- 1390 هـ - الضيف أحمد، ممثل مصري.
- 1417 هـ - عبد البديع العربي، ممثل مصري.
- 1424 هـ - ماجد بن عبد العزيز آل سعود، أمير منطقة مكة المكرمة.
- 1426 هـ - مبارك الحساوي، سياسي واقتصادي كويتي.
- 1431 هـ - علي حسن المجيد، وزير الدفاع العراقي الأسبق.
- 1432 هـ - محمد الثبيتي، شاعر سعودي.
- 1438 هـ - عدي مدانات، روائي وأديب وكاتب قصة قصيرة أردني.
- 1443 هـ - عبد العزيز بوتفليقة، الرئيس العاشر للجزائر منذ التكوين والرئيس السابع منذ الاستقلال.

## وصلات خارجية
- موقع قصة الإسلام: حدث في شهر صفر.